# Afrikai szavanna

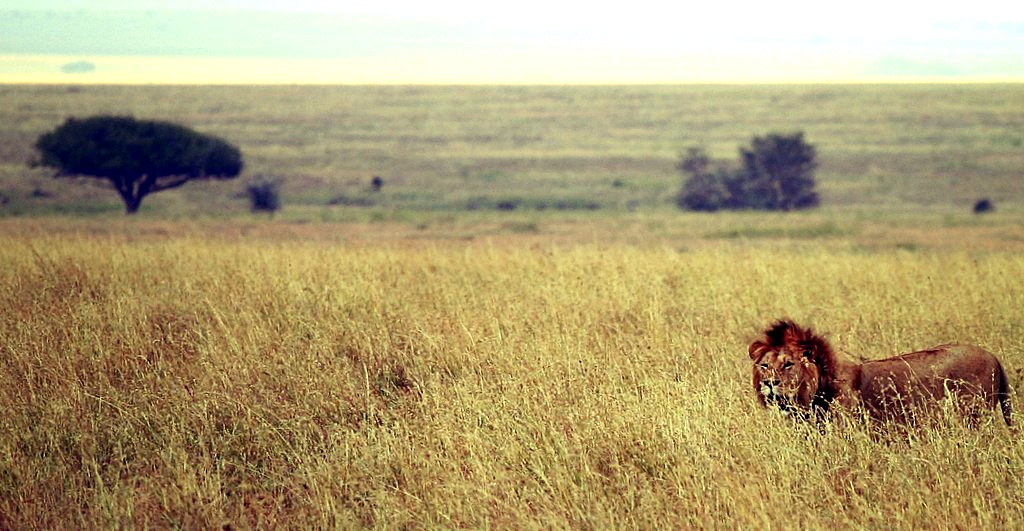
Szavanna Tanzániában

Az afrikai szavanna Afrika  teljes területének mintegy harmadát foglalja el. Nyugaton Guineáig és Szenegálig, keleten az Indiai-óceánig nyúlik, magába foglalja Szudán síkságait és a nagy kiterjedésű, tavakkal tarkított fennsíkokat. Ezenkívül Dél-Afrika nagy részén is szavanna terül el.

## Emlősállatok
Az afrikai szavannán számos állat él. A fajok sokaságát nagyjából két csoportra lehet bontani: ragadozókra és zsákmányállatokra.
Több mint negyven legelésző faj él itt, többek között a zsiráf, az elefánt, és sokféle csodálatos szarvú antilop faj. Ezek a nagy növényevők fűfélékkel és levelekkel táplálkoznak, az egyes fajok azonban más-más eledelt részesítenek előnyben, így nem jelentenek konkurenciát egymás számára. A gazellák például a nedvdús aljfüveket kedvelik, ezzel szemben a tehénantilopok a magas növésű, nagy szárazanyag-tartalmú szálfüveket legelészik szívesen, amelyeket más növényevők elkerülnek.
A különböző fajok gyakorta legelésznek egymás társaságában, nem ok nélkül. A zebrák  például pontosan tudják, hogy a ragadozók a tehénantilopot jobban kedvelik, mint őket. Az oroszlánok először az antilopokra csapnak le, így a zebráknak elég idejük van a menekülésre.
A szavanna legeredményesebb vadásza az oroszlán, szorosan követik őt a többi nagymacskafélék. Mégsem szokatlan látvány az alvó oroszláncsapat mellett békésen legelésző antilopcsorda. A növényevők azonban résen vannak, hiszen jól tudják, amint az oroszlán újra megéhezik, azonnal menekülniük kell. Bár a szavanna világa a külső szemlélő számára békésnek tűnhet, az itt élő állatokra szüntelen veszély leselkedik.
További emlősfajok: csíkos gnú, impala, dikdik, tobzoska, Anubisz-pávián, cerkófmajomformák, csimpánz, sakál, sivatagi róka, lapátfülű róka, afrikai vadkutya, csíkos görény, méhészborz, afrikai cibetmacskák, fehérfarkú ichneumon, foltos hiéna, afrikai aranymacska, oroszlán, leopárd, gepárd, etióp farkas, földimalac, afrikai elefánt, Grévy-zebra, szélesszájú orrszarvú, szavannai varacskosdisznó, zsiráf, jávorantilop, gyűrűsfarkú víziantilop, kafferbivaly, vörös tehénantilop, tarka damalisz, fakó lóantilop, Thomson-gazella

## Madarak
A szavanna gazdag madárvilággal rendelkezik, hála a prédabőségnek.
A legelterjedtebb madárfajok  a földön élnek, mint például a strucc, a túzok, a különféle tyúk alkatú madarak, de mindenütt találkozhatunk dögevő keselyűkkel is. A halódó emlősállatra utaló első, messziről észlelhető jel a felette köröző keselyűk látványa. Ezek a madarak csak arra várnak, hogy leereszkedhessenek, és szörnyű lakomával bevégezzék az állat sorsát.
A kis termetű, társas életet élő piroscsőrű szövőmadár néhány ezer példányt számláló kolóniákban él. Tápláléka különféle magvakból áll.
További madárfajok: strucc, keselyű, piroscsőrű tokó, ugartyúk, túzok, kígyászkeselyű, marabu, afrikai héjasas, lármás rétisas, vándorsólyom, búbos banka, tarka asztrild, piroscsőrű szövőmadár

## Hüllők
Az afrikai szavanna sok gyík és kígyó faj számára nyújt otthont. Leggyakrabban gekkókkal, szkinkekkel, varánuszokkal találkozhatunk, és itt honos a hatalmas testű sziklapiton is. Az itt élő kígyók többsége (mamba, kobra) kifejezetten mérges.
További kétéltű- és hüllőfajok: varánusz, vakondgyíkfélék, gekkófélék, sarkantyús teknős, ureuszkígyó, fekete mamba, sziklapiton, puffogó vipera